# Famille de Sexfontaines

## Origine
Lambert de Bassigny, dernier comte de Bassigny puis évêque de Langres, aurait partagé ses fiefs de Clefmont, Sexfontaines et Vignory entre ses proches. Il est aussi question d’un tronc commun entre le lignage des comtes avec les familles féodales de Choiseul et de Nogent, qui se partagèrent le Bassigny.

## Maison de Sexfontaines
- Hayme Ier de Sexfontaines ou Aymon Ier de Sexfontaines, premier seigneur de Sexfontaines connu. Il fonde le prieuré de Sexfontaines, fondation qui est approuvé en 986 par Brunon de Roucy, évêque de Langres[2].
- Hayme II de Sexfontaines ou Aymon II de Sexfontaines ou Amo II de Sexfontaines († vers 1031), succède à son père comme seigneur de Sexfontaines. Vers 1019, l'évêque de Langres Lambert de Bassigny, probablement le dernier des comtes de Bassigny, lui donne le prieuré ruiné de Sexfontaines qu'il fait restaurer[3]. En 1030, il donne le prieuré à l'abbaye Saint-Bénigne de Dijon[4]. Il épouse Cunégonde, dont il a au moins trois enfants :
  - Otho de Sexfontaines, qui suit.
  - Henri de Sexfontaines.
  - Wiart de Sexfontaines.
- Otho de Sexfontaines († avant 1075), succède à son père comme seigneur de Sexfontaines.
- Renaud Ier de Sexfontaines († vers 1110), succède à son père comme seigneur de Sexfontaines.
- Renaud II de Sexfontaines († avant 1146), succède à son père comme seigneur de Sexfontaines.
- Simon Ier de Sexfontaines († vers 1172), succède à son père comme seigneur de Sexfontaines. En 1162, il prend la croix et part pour Jérusalem[5]. Il épouse Alix-Wicharde de Clefmont, fille de Robert-Wichard, seigneur de Clefmont, et de Béatrix de Vignory, dont il a quatre enfants :
  - Simon de Sexfontaines, qui suit.
  - Damette de Sexfontaines, qui épouse Gautier d'Epinal, dont elle a au moins un enfant (Gautier d'Epinal).
  - Henri de Sexfontaines, cité dans le Feoda Campanie (entre 1204 et 1210).
  - Otho de Sexfontaines.
- Simon II de Sexfontaines († vers 1232), succède à son père comme seigneur de Sexfontaines. Il s'illustre à la Quatrième Croisade. Lors de la guerre de succession de Champagne, il est partisan d'Erard de Brienne-Ramerupt contre la comtesse Blanche de Navarre. Il s'illustre notamment en libérant le château de Chacenay qui subissait le siège des armées champenoises. À sa mort, il est inhumé à l'abbaye de Theuley[3]. Il épouse Colombe, dont le nom de famille inconnu, veuve de Richard Ier de Dampierre-sur-Salon, dont il a quatre enfants :
  - Simon de Sexfontaines, qui suit.
  - Hugues de Sexfontaines, qui est marié en 1202 à Aline de Grosnay.
  - Amo de Sexfontaines, dit Pute Penne, qui partit pour la Terre-Sainte.
  - Milo de Sexfontaines, dont la femme s'appelle Marguerite et qui firent un don à l'abbaye de Clairvaux en 1210.
- Simon III de Sexfontaines († avant 1241), succède à son père comme seigneur de Sexfontaines et hérite du chef de sa femme du titre de seigneur de Jonvelle. À sa mort, il est inhumé à l'abbaye de Clairefontaine[6]. Il épouse Isabelle de Jonvelle, fille de Gui III, seigneur de Jonvelle, et d'Elisabeth de Nogent, dont il a deux enfants :
  - Simon de Sexfontaines, qui suit.
  - Mathilde de Sexfontaines, qui épouse en premières noces Guillaume, seigneur de Lézinnes, fils de Guillaume de Villehardouin, seigneur de Lézinnes et de Villy, maréchal de Champagne, et de Marguerite de Mello, dont elle a un fils. Veuve, elle épouse en secondes noces Simon IV de Sarrebruck-Commercy, seigneur de Commercy, fils de Simon III de Commercy et de Mathildede Sarrebruck, dont elle a deux enfants.
- Simon IV de Sexfontaines († vers 1265), succède à son père comme seigneur de Sexfontaines et de Jonvelle. Il épouse Agnès de Choiseul, fille de Renard II de Choiseul et d'Alix de Dreux, dont il a quatre enfants :
  - Guy de Sexfontaines, qui suit.
  - Simon de Sexfontaines, cité dans une charte de 1268.
  - Elisabeth de Sexfontaines, cité dans une charte de 1268.
  - Alix de Sexfontaines, cité dans une charte de 1268.
- Guy de Sexfontaines ou Guy de Jonvelle († vers 1304), succède à son père comme seigneur de Sexfontaines et de Jonvelle. Il épouse en premières noces (1) Béatrice de Tilchâtel, fille de Jean de Tilchâtel, maréchal de Bourgogne, et de Marie de Joinville, dont il a quatre enfants. Veuf, il épouse en secondes noces Marguerite de Ruffey, dame de Montdoré, fille d'Étienne, seigneur de Ruffey, et de Beatrix, dont il a un enfant :
  - de (1) : Catherine de Jonvelle, qui épouse Jean de Chauvirey, puis Jean de Vienne.
  - de (1) : Marguerite, morte jeune et sans postérité.
  - de (1) : Guy, mort jeune et sans postérité.
  - de (1) : Simon, mort jeune et sans postérité.
  - de (2) : Jean de Jonvelle, qui succède à son père.
- Jean de Sexfontaines ou Jean de Jonvelle († après 1315), succède à son père comme seigneur de Sexfontaines et de Jonvelle. Il épouse Marguerite de Vienne, fille d'Hugues de Vienne, seigneur de Pagny et de Longvy, et de Gillette de Longwy, dont il a un enfant.
  - Philippe de Jonvelle, qui succède à son père.
- Philippe de Sexfontaines ou Philippe de Jonvelle († après 1359), succède à son père comme seigneur de Sexfontaines et de Jonvelle. Il épouse Guillemette de Charny, fille de Dreux, seigneur de Charny, dont il a deux enfants :
  - Agnès de Jonvelle († en 1408), dame de Jonvelle, de Sexfontaines et de Charny. Elle épouse en premières noces Guillaume de Vergy, seigneur de Mirebeau et de Bourbonne, fils de Jean de Vergy, seigneur de Mirebeau et de Bourbonne, et d'Isabelle de Joinville, dont elle a trois enfants (Jean, Jeanne et Marguerite). Veuve, elle épouse en secondes noces Philibert, seigneur de Bauffremont, fils de Liebaud V Seigneur de Bauffremont, dont elle a deux enfants (Isabelle et Marie).
  - Isabelle de Jonvelle († en 1378 ou 1379), dame de Jonvelle, de Charny et d’Arzillières. Elle épouse Gobert VIII d’Aspremont, fils Geoffroy IV, seigneur d’Aspremont, et de Marguerite de Sully, d'où postérité.

## Fondations de la Maison de Sexfontaines

### Château de Sexfontaines
Sexfontaines, ou Saissefontaine, doit son nom à une fontaine qui prend sa source d'un rocher sur lequel était élevé le château, et près de laquelle était construit le prieuré du même nom.
Le château fut très probablement construit par les premiers seigneurs de Sexfontaines au XIe siècle, postérieurement à la fondation du prieuré, et le village se forma peu après à proximité.
Durant les guerres civiles du règne de Charles VI, le château était l'une des places d'armes parti des Bourguignons.
Pendant les Guerres de Religion, le château resta au pouvoir des chaumontais.
Lors de la Révolution Française, le château-fort était déjà en ruines.
Le château avait une chapelle castrale (à la collation du prieur) qui fut dotée d'une autre chapelle sous le vocable de Notre-Dame et Saint-Nicolas. Les caveaux des seigneurs de Sexfontaines étaient établis dans l'église, sous la chapelle Saint-Nicolas
La prison de la seigneurie était placée à l'un des angles du château et les fourches patibulaires de la justice étaient sur la montagne des Fourches qui culmine à 404 mètres d'altitude.

### Prieuré de Sexfontaines
Le prieuré de Sexfontaines aurait été primitivement une abbaye. Il est placé à l'origine sous le vocable de Saint-Flavien, puis en 1030 sous celui de l'Annonciation-de Notre-Dame et de Saint-Flavien, et finalement sous le titre de l'Annonciation uniquement.
Selon la légende des saints Félix et Augebert, ce prieuré existait déjà au VIIe siècle. Mais selon certains historiens, il aurait été fondé vers 980 par le Aymon Ier de Sexfontaines. Cette fondation est approuvée dans une charte de 986 par Brunon de Roucy, évêque de Langres.
Il est également possible que le prieuré ait été en 878 où Louis le Bègue accorde à un moine nommé Widrade des terres situé dans le bolenois pour y construire un monastère en l'honneur du martyr saint Flavien. Ce Widrade aurait pu probablement appartenir à la famille des seigneurs de Bologne et Sexfontaines et avoir possédé en propre le territoire où il bâtit le prieuré de Saint-Flavien.
En 1019, le prieuré est nommé abbaye de Pulcharde par l'évêque de Langres Lambert de Bassigny dans la charte où il en fait don à Aymon II de Sexfontaines. Aymon le restaura, puis en fait don à son tour à l'abbaye de Saint-Bénigne de Dijon, alors dirigée par Guillaume de Volpiano, afin d'y rétablir la discipline. Lors de cette donation, Aymon II affirmera que le prieuré avait été bâti par ses ancêtres. Le nom de Pulchrade provient de sa position près d'une belle fontaine (pulchra aqua).
En 1045, Otho de Sexfontaines, fils d'Aymon, confirme cette donation.
En 1075, Saint Bruno se retira avec ses disciples dans ce prieuré pendant quatre années, avant de se rendre à la Grande-Chartreuse pour y fonder l'ordre des Chartreux. Parmi ses disciples étaient Pierre de Béthune, qui fut prieur de la Grande-Chartreuse, et Lambert qui fut abbé de Pothières puis prieur de la Chartreuse della Torre en Italie.
L'église priorale était attenante à l'église paroissiale et formait une grande chapelle.
Selon un pouillé de 1648, il restait trois moines à Sexfontaines, puis aucun quelques années après et prieuré était desservi par un prêtre séculier.
En 1789, à l'aube de la Révolution Française, sur la demande des religieuses de l'abbaye de Poulangy, le prieuré de Sexfontaines fut supprimé par décret épiscopal et ses biens furent unis à ceux Poulangy.
Les bâtiments du prieuré furent saisis après la Révolution Française et vendus comment bien nationale, puis démolis en 1828 par leur nouveau propriétaire.

#### Liste des prieurs
(liste non exhaustive)[à développer]
- Widrade, abbé ou prieur en 878. Il aurait construit dans l'église priorale une crypte pour y déposer les reliques des saints martyrs de Silvarouvres.
- Hugues Ier, religieux, prieur en 1084.
- Étienne Ier, prieur en 1088. Il était aussi prieur de Bar-sur-Seine.
- Simon, prieur en 1146, témoin d'une donation faite à l'abbaye de la Crête.
- Alexandre, prieur en 1169 et 1187. En 1187, il reçut 20 sous d'indemnité pour injure faite à lui par Simon II de Sexfontaines.
- Hugues II, prieur en 1209, sous l'évêque Robert de Châtillon.
- Gilbert Ier, prieur en 1209 et 1210. En 1209, Colombe, dame de Sexfontaines, donne au prieuré les dîmes de Sarcicourt.
- Jacques Ier, prieur en 1262 et 1288. Il fit un traité de pariage Thibaut V, comte de Champagne, qui pour droit de garde du prieuré percevait la moitié des revenus.
- Jean Ier, prieur en 1290.
- Guillaume Ier, prieur 1296 et 1298.
- Guillaume II de Salins, moine de Saint-Bénigne, prieur en 1322 et 1330.
- Ponce d'Arbois, prieur en 1353.
- Guillaume III de Besançon, prieur de 1396 à 1429. En 1403, il fait un état des droits du prieur.
- Thibault Vannière, prieur en 1432.
- Jean II Broissard, prieur vers 1435 et jusqu'en 1439, où il résigne.
- Jean III d'Annéville, prieur en 1442, où il résigne.
- Arnoul de Nogent, prieur de 1442 à 1461.
- Philibert de Charmes, prieur en 1473 jusqu'en 1482.
- Jean IV Cortial, docteur en théologie, grand prieur de Saint-Bénigne, prieur de 1482 à 1502.
- Jean V de Sommyèvre, prêtre licencié en droits, premier prieur commendataire, en 1516 et 1552.
- René d'Amoncourt, religieux, prieur en 1528 puis évincé.
- Gilbert II de Beaufort de Canillac, abbé de Saint-Seine, prieur en 1554 et 1602. Il résigna vers 1605.
- Guillaume IV de Beaufort de Canillac, prieur de 1605 à 1615, où il permute avec le suivant, puis prieur de Montpensier au diocèse de Clermont.
- Gaspard Rigaud, ex-prieur de Montpensier, prieur à partir de 1615.
- Jacques II de Havard, prieur en 1623 et jusqu'en 1633 environ, où il résigne. Il était aussi prieur de Condes.
- Jean VI de Havard, seigneur d'Aulnay, conseiller et aumônier du roi, abbé de Roncières, chanoine de Toul et prieur de Condes, prieur de 1633 à 1670 où il meurt.
- Étienne II de Havard, prieur de Condes, prieur en 1670 puis évincé.
- Antoine Faure, prêtre du diocèse de Limoges, docteur en théologie, prieur en 1670, où il résigne.
- Gilles Brunet, du diocèse d'Autun, docteur de Sorbonne, conseiller du roi au Parlement de Paris, abbé de Villeloing et de Mureaux, prieur de 1670 a 1701, où il résigne pour 600 livres de pension à son neveu de Romilly.
- Charles de la Rivière, prieur en 1671 puis évincé après avoir été aussi évincé du prieuré de Condes.
- Jean-Baptiste Durand de Romilly, du diocèse de Lyon, chevalier de Saint-Lazare et de Notre-Dame du Mont-Carmel, prieur de 1701 à 1711 où il résigne au suivant pour 1180 livres de pension qu'il percevait encore en 1731.
- Pierre-Marie, appelé dans le monde Laurent, bénédictin de Saint-Maur, prieur de 1711 à 1725.
- Antoine-Louis de Portejoie de Lalande, curé d'Harricourt, prieur de 1725 à 1738, où il résigne, malade et étant détenu à la Conciergerie de Paris.
- Louis des Armoises, prêtre du diocèse de Verdun, prieur de 1738 à 1739 puis évincé.
- Nicolas-François Gondrecourt, du diocèse de Châlons-sur-Marne, prieur en 1739 puis évincé.
- Antoine-Louis de Portejoie de Lalande (susdit), de nouveau prieur de 1739 à 1770, où il résigne de nouveau pour 1000 livres de pension.
- Nïcolas Ier de Rouyn de Malmaison, prêtre du diocèse de Verdun, prieur de 1770 à 1773, où il résigne sans avoir pu jouir du bénéfice.
- Antoine-Louis de Portejoie de Lalande (susdit), de nouveau prieur de 1770 à 1772, où il résigne une troisième fois pour 1800 livres de pension et meurt la même année.
- Nicolas II Chaussel, prêtre gradué du diocèse de Reims, prieur en 1772 puis évincé.
- Paul-Henri-François Desbarres de Cussigny, du diocèse de Metz, prieur de 1772 à 1789, où il résigne en faveur de l'abbaye de Poulangy.
- Pierre Pourteyron, prêtre du diocèse de Périgueux, curé dela Sainte-Chapelle de Paris, prieur en 1773 puis évincé.

## Sources
- Émile Jolibois, La Haute-Marne ancienne et moderne, 1858.
- L'abbé Roussel, Le diocèse de Langres : histoire et statistique, 1875.
- Les abbés Coudriet et Chatelet, Histoire de la seigneurie de Jonvelle et de ses environs, 1864.
- Foundation for Medieval Genealogy